# Canthidium kelleri
Canthidium kelleri är en skalbaggsart som beskrevs av Martinez, Halffter och Guido Pereira 1964. Canthidium kelleri ingår i släktet Canthidium och familjen bladhorningar. Inga underarter finns listade.